# Glyptothorax stocki
Glyptothorax stocki är en fiskart som beskrevs av Mirza och Nijssen, 1978. Glyptothorax stocki ingår i släktet Glyptothorax och familjen Sisoridae. Inga underarter finns listade i Catalogue of Life.